# Hagop Terzian
Hagop Harutjuni Terzian (armenisch Յակոբ Հարությունի Թերզեան, * 22. August 1879 in Hadjin; † 1915 bei Yozgat) war ein armenischer Pharmazeut und Autor im Osmanischen Reich. Die meisten seiner Werke behandeln das armenische Erbe und das Leben in Kilikien. Er schrieb einen Augenzeugenbericht über das Adana-Massaker. Das Buch wurde von den osmanischen Behörden konfisziert. Die gesamte Ausgabe wurde 2009 vom Gomidas-Institut wiederveröffentlicht. Während des Völkermords an den Armeniern wurde Terzian am 24. April 1915 verhaftet und schließlich ermordet.

## Leben
Hagop Terzian wurde 1879 in Hadjin nahe Adana in Kilikien geboren. Die Familie zog bald nach Adana, wo Terzian die örtliche armenische Schule besuchte. 1897 zog Terzian nach Istanbul, wo er 1900 ein Pharmazie-Studium abschloss. Danach kehrte er in seinen Heimatort zurück und eröffnete Apotheken in Saimbeyli und Adana. Ferner wurde Terzian Korrespondent armenischer Zeitungen der Hauptstadt. Bei dieser Tätigkeit verwendete Terzian unter anderem die Pseudonyme Hagter, Davros, Hmayag und Hito.
1909 erlebte und dokumentierte Terzian das Massaker von Adana. Er beschloss, sich der Selbstverteidigungsbewegung im armenischen Viertel der Stadt anzuschließen und wird als eines von deren bekanntesten Mitgliedern betrachtet. Währenddessen wurde Terzians Apotheke gebrandschatzt. Nachdem er seinen neugeborenen Sohn während der Massaker verloren hatte und selbst nur knapp dem Tode entkommen war, floh er nach Istanbul, wo er eine Apotheke in Kumkapı eröffnete. In Istanbul veröffentlichte Terzian ein Buch über das Leben in Adana (1911) und seine fünfbändigen Memoiren über die Kilikische Katastrophe (1912). Diese wurden von den Behörden konfisziert, konnten jedoch gerettet werden.
Die Kilikische Katastrophe erhielt Beifall und positive Kritik. Der Katholikos von Kilikien, Sahag II., lobte Terzian mit den Worten: 

„Er hat einen unauslöschlichen Eindruck auf jeden als ernsthafter und vertrauenswürdiger Chronist erweckt. Es ist ein mühevolles, wissbegieriges und lebendiges Bild des Großen Unglücks, in weißes Licht gebracht aus den Ruinen und der Asche durch einen Sohn Kilikiens, das ein ewiger Fleck auf der herrlichen Zivilisation und dem unstillbaren Humanismus des 20. Jahrhunderts bleiben wird.“

 Erzbischof Yeghische Tourian beschrieb das Werk in einem Brief an Terzian wie folgt: 

„Ich habe Ihr Giligio Aghedu [Die Kilikische Katastrophe] mit großem Schmerz in meinem Herzen gelesen. Es ist kein roter Faden, der durch die weißen Seiten Ihres Buches läuft, sondern ein breites, schwarzes Band, das sich trotzend gegen die blutigen Seiten stellt.“

Malachia Ormanian, der armenische Patriarch von Konstantinopel, schrieb über Terzians Buch, dass es „das vollkommenste und perfekteste Werk“ über die Ereignisse in Adana sei.

## Ermordung
Hagop Terzian war einer der während des Völkermords deportierten armenischen Intellektuellen. Am 24. April 1915 wurde er festgenommen und per Zug in die inneren Provinzen des Osmanischen Reiches verschleppt. Zuerst wurde er nach Ayaş gebracht, später nach Çankırı, wo er inhaftiert wurde.
Hagop Terzian wurde am 19. August zusammen mit anderen Armeniern aus dem Gefängnis geholt und nach Ankara gesandt, wo er erneut inhaftiert wurde. Nach vier Tagen wurden Terzian und die anderen am 24. August nach Yozgat deportiert. Auf dem Weg dorthin wurde Terzian zusammen mit der gesamten Gruppe ermordet.